# Michael Chabon
Michael Chabon (AFI: [ˈʃeɪbɒn]) (Washington, 24 maggio 1963) è uno scrittore, saggista, fumettista e sceneggiatore statunitense, vincitore del premio Pulitzer per la narrativa nel 2001.
La sua opera si segnala per una prosa complessa e dal linguaggio ricercato, caratterizzata da un utilizzo abbondante di figure retoriche, quali la metafora, e dalla ricorrenza assai frequente di trame che ruotano attorno a tematiche quali il senso d'abbandono, la nostalgia, il divorzio, la paternità e l'identità ebraica.
I suoi romanzi e racconti inoltre ricorrono spesso e volentieri ad ambientazioni e stilemi letterari tipici della narrativa di genere e condividono talvolta la presenza degli stessi personaggi, il più delle volte gay, bisessuali od ebrei, andando così a delineare tra loro una sorta di universo narrativo comune. 
A partire dalla fine degli anni novanta, Chabon si è dedicato, oltre alla narrativa letteraria, anche alla stesura di fumetti e sceneggiature cinematografiche e televisive.
Nel 2012 ha vinto il Premio Fernanda Pivano.

## Biografia
Michael Chabon è nato a Washington D.C. nel 1963 in una famiglia ebraica ashkenazita, figlio di Robert Chabon, un medico ed avvocato, e Sharon Chabon, anch'ella avvocato. Quando non aveva che 11 anni d'età i genitori divorziarono, motivo per cui crebbe con la madre dapprima a Columbia (nel Maryland), dove vissero per quasi un anno presso una comune progressista nella quale a detta di Chabon «le diversità razziali, economiche e religiose venivano coltivate attivamente», e poi in pianta stabile a Pittsburgh (in Pennsylvania), luogo d'origine della madre, con la quale andò ad abitare con la sua famiglia, crescendo in un ambiente dove spesso e volentieri si parlava yiddish in casa.
Chabon ha asserito sempre d'aver voluto essere uno scrittore sin da quando era un bambino e, quando a dieci anni gli diedero il voto massimo per un racconto breve in occasione d'un compito per Lettere, ebbe la conferma su ciò che sarebbe stata la sua carriera futura.
Una volta diplomatosi, Chabon s'iscrisse presso la Carnegie Mellon University, che però lasciò dopo un anno per frequentare l'Università di Pittsburgh, dove seguì i corsi tenuti dallo scrittore Chuck Kinder e vi conseguì un Bachelor of Arts nel 1984. Successivamente, s'iscrisse all'Università della California d'Irvine, dove conseguì un Master of Fine Arts (equivalente alla laurea magistrale italiana) in scrittura creativa.
Il suo primo libro I misteri di Pittsburgh (The Mysteries of Pittsburgh) fu scritto come tesi per il master. Fu grazie all'aiuto del suo professore, Donald Heiney, che il libro venne inviato ad un editore e successivamente pubblicato diventando un best seller e catapultando Chabon tra le celebrità letterarie.
Dopo il successo del suo romanzo, Chabon impiegò ben cinque anni a lavorare sulla sua seconda opera chiamata Fountain City. Il processo fu molto faticoso e il risultato molto deludente. Chabon tuttavia esitò molto ad abbandonare l'opera anche se lui stesso si rendeva conto che era molto debole. Quando finalmente prese la decisione si mise al lavoro su quello che diventerà effettivamente il suo secondo romanzo, Wonder Boys, che completerà in appena sette mesi. Il libro venne pubblicato nel 1995 con buon successo e dallo stesso sarà tratto anche un omonimo film con protagonista Michael Douglas.
Nel 2000 Chabon dette alle stampe Le fantastiche avventure di Kavalier & Clay che vinse il premio Pulitzer per la narrativa 2001. Nel 2002 ha pubblicato Summerland, un romanzo fantasy per ragazzi. Due anni dopo con Soluzione finale (The Final Solution) ha raccontato la storia di un'investigazione portata avanti durante la seconda guerra mondiale da una persona anziana che ricorda molto Sherlock Holmes.

Dal 2004 al 2006 si è poi dedicato al fumetto con la Dark Horse Comics scrivendo The Amazing Adventures of the Escapist e vincendo un Eisner Award e due Harvey Award.
Tra la fine del 2006 e il 2007 ha scritto una storia pubblicata in 15 parti sul The New York Times dal titolo Gentlemen of the Road e ha fatto uscire il suo nuovo romanzo dal titolo Il sindacato dei poliziotti yiddish (The Yiddish Policemen's Union) a cui lavorava dal 2002. Il libro, vincitore del Premio Hugo 2008, racconta una storia di detective ambientata in un universo alternativo in cui si immagina che Israele sia collassata nel 1948 e gli ebrei europei si siano accasati in Alaska.
Chabon fa parte dello staff di scrittori all'opera sulla serie con Patrick Stewart Star Trek: Picard, della quale è anche lo showrunner dal luglio del 2019. Due Short Trek, miniepisodi per il web realizzati in collegamento alla serie Star Trek: Discovery, portano la sua firma: "Calypso" (di cui è cosceneggiatore) e "Q&A" (autore unico).

## Opere

### Romanzi
- I misteri di Pittsburgh (The Mysteries of Pittsburgh, 1988)
- Wonder Boys (1995), traduzione di Lciana Crepax e Margherita Crepax , MIlano, Rizzoli, 2002.
- Le fantastiche avventure di Kavalier e Clay (The Amazing Adventures of Kavalier & Clay, 2000)
- Soluzione finale (The Final Solution, 2004), traduzione di Luciana Crepax, Milano, Rizzoli, 2005.
- Il sindacato dei poliziotti yiddish (The Yiddish Policemen's Union, 2007)
- Cronache di principi e viandanti (Gentlemen of the Road, 2007), traduzione di Francesco Graziosi, Indiana, 2014.
- Telegraph Avenue (2012), traduzione di Matteo Colombo e M. Birattari, Milano, Rizzoli, 2013.
- Sognando la luna (Moonglow, 2016), traduzione di Matteo Colombo, Milano, Rizzoli, 2017.

#### Romanzi per ragazzi
- Summerland (2002), traduzione di Maria Concetta Scotto Di Santillo, Milano, Rizzoli, 2017  [Fabbri Editore, 2003].

### Racconti

#### Raccolte di racconti
- Un mondo perfetto (A Model World and Other Stories, 1991), traduzione di P. Bonomi, Milano, Mondadori, 1992.
- Lupi mannari americani (Werewolves in Their Youth, 1999), traduzione di Luciana Crepax, Milano, Rizzoli, 2007.

#### Racconti non antologizzati
- Citizen Conn (2012), pubblicato sul New Yorker

### Saggistica
- Mappe e leggende. Avventure ai confini della lettura (Maps and Legends, 2008), traduzione di F. Graziosi, Indiana, 2013.
- Uomini si diventa (Manhood for Amateurs, 2009), traduzione di Matteo Colombo, Milano, Rizzoli, 2010.

### Fumetti
- JSA All Stars #7, "The Strange Case of Mr. Terrific and Doctor Nil" (2004)
- Le fantastiche avventure dell'Escapista. Vol.I (Michael Chabon Presents: The Amazing Adventures of the Escapist, 2004-2005), Edizioni BD, 2005.
- Le nuove fantastiche avventure dell'Escapista. Vo.II, traduzione di M. Foschini, a cura di M. Schiavone, Edizioni BD, 2007.
- Casanova, Album 4: Acedia (2015), scritto con Matt Fraction

### Libri per bambini
- The Astonishing Secret of Awesome Man (2011), con le illustrazioni di Jake Parker

## Filmografia

### Sceneggiatore

#### Cinema
- Spider-Man 2, regia di Sam Raimi (2004), soggetto
- John Carter, regia di Andrew Stanton (2012)

#### Televisione
- Star Trek: Short Treks, 2 episodi (2018-2019), serie TV
- Unbelievable, 2 episodi (2019), miniserie TV
- Star Trek: Picard, 8 episodi (2020-2023), serie TV

## Film tratti dalle sue opere
- Wonder Boys, regia di Curtis Hanson (2000)
- I misteri di Pittsburgh (The Mysteries of Pittsburgh), regia di Rawson Marshall Thurber (2008)